# نیما حیدری (هاکی)
نیما حیدری (زاده ۱ فروردین ۱۳۶۴ در گچساران) بازیکن تیم ملی و لیگ برتر هاکی ایران است.

## زندگی‌نامه
نیما حیدری متولد ۱ فروردین سال ۱۳۶۴ در شهر گچساران ایران است.او به همراه تیم ملی هاکی ایران قهرمان آسیا شد.

## فعالیت
وی در حال حاضر در لیگ برتر ایران در تیم نفت و گاز گچساران بازی می کند.

## افتخارات
- قهرمانی و نایب قهرمانی ۱۱ دوره لیگ برتر ایران
- قهرمانی آسیا به همراه تیم ملی[۹]